# Ртутно-поршневий насос

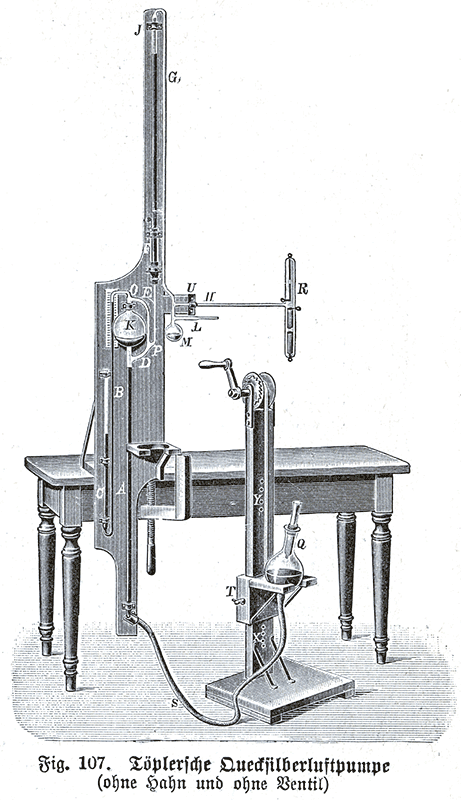
Насос Гейслера — Теплера.

Рту́тно-поршневи́й насо́с (англ. mercury piston pump) — різновид поршневого вакуумного насоса механічної дії з використанням ртуті у ролі робочої рідини. Такі насоси набули поширення як удосконалення конструкції барометричної трубки у лабораторній та промисловій вакуумній техніці середини XIX-го — початку XX-го століть. Згодом повністю вийшли з використання і викликають лише історичний інтерес. Значення вакууму, що досягались такими насосами 10−8 атмосфери (~10−3 Па), що відповідає тиску насиченої пари ртуті за робочої температури.

## Історична довідка
Одним з перших ртутно-поршневих насосів, що прийшов на зміну поршневим вакуумним насосам став насос Гайслера — Теплера, що був створений у 1862 році. Робота з цим насосом вимагала значних фізичних зусиль та часу.

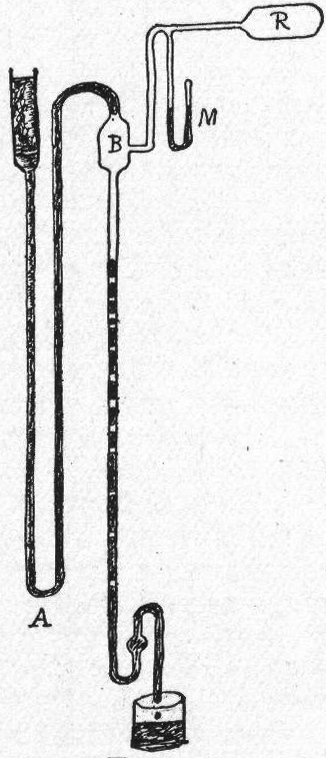
Схема ртутно-поршневого насоса конструкції Шпренгеля

Згодом більшого поширення отримала конструкція Шпренгеля, (нім. Hermann Johann Philipp Sprengel, 1848—1906) описана автором у 1865 році.
В кінці XIX ст. насоси Гайслера і Шпренгеля використовувались не лише у наукових дослідженнях, але і у виробництві електричних ламп розжарення уперше організованому винахідником Т. Едісоном.
У 1905 році німецький фізик Вольфганг Геде удосконалив насос Гайслера — Теплера, шляхом заміни поступального руху піднімання і опускання посудини обертальним, що суттєво спростило застосування насоса і підвищувало його продуктивність до 20 разів
.

## Принцип роботи
У насосі Гайслера — Теплера видалення газу із об'єму відкачування R здійснювалось шляхом позмінного підняття й опускання посудини Q із ртуттю. При опусканні посудини стовп ртуті A знижувався до рівня D, повітря з об'єму відкачування надходить через трубку J в об'єм K. З підняттям посудини Q ртуть заповнює об'єм, витісняючи повітря з нього і трубки через ртутний затвор C в атмосферу. Багатократно піднімаючи й опускаючи посудину, можна відкачувати об'єм до вакууму порядку 10² мм рт. ст. і вище.
Найпростіший насос конструкції Шпренгеля складається з двох ємностей, сполучених вертикальною трубкою. У верхню ємність періодично надходить невелика кількість ртуті, яка під дією сили тяжіння стікає в трубку, і, далі, — в нижню ємність. Діаметр трубки вибирається досить малим, щоб поверхневий натяг краплі ртуті забезпечував перекривання перетину трубки, не дозволяючи повітрю проходити по трубці знизу вгору. При цьому темп подачі ртуті по краплях підбирався так, щоб в трубці постійно перебувало декілька крапель, розділених повітряними проміжками. Кожен раз, коли нова крапля перекривала перетин трубки, у проміжок під краплею з верхньої ємності захоплювалася порція повітря.
Ртуть в цих насосах як робоча рідина обрана за малий тиск насиченої пари (що дозволяє отримати досить глибокий вакуум) і велику густину (що не дає атмосферному тиску на краплю знизу перевищити силу земного тяжіння краплі).
Основною частиною ртутного насоса обертової дії Геде є порцеляновий барабан, частково заповнений ртуттю, що приводився у рух за допомогою руків'я. При обертанні барабана відбувається збільшення робочого об'єму між поверхнею ртуті та стінкою барабана. Повітря з посудини відкачування засмоктується у цей об'єм. При подальшому русі отвір засмоктування перекривається ртуттю і повітря виштовхується ртуттю через спіральний канал барабана в область форвакууму.